# بئر السوم (القطن)
'

تعديل مصدري - تعديل

بئر السوم هي إحدى قرى عزلة القطن بمديرية القطن التابعة لمحافظة حضرموت، بلغ تعداد سكانها 80 نسمة حسب تعداد اليمن لعام 2004.